# Ronde van het Münsterland 2008
De Ronde van het Münsterland 2008 was de derde editie van de wedstrijd. Deze werd verreden op vrijdag 3 oktober en maakte deel uit van de UCI Europe Tour 2008. 

## Uitslag
| Ronde van het Münsterland 2008 |                      |                             |          |
| Plaats                         | Naam                 | Ploeg                       | Tijd     |
| Winnaar                        | André Greipel        | Team Columbia-High Road     | 4u55'40" |
| 2                              | Erik Zabel           | Team Milram                 | z.t.     |
| 3                              | Robert Förster       | Team Gerolsteiner           | z.t.     |
| 4                              | Eric Baumann         | Team Sparkasse              | z.t.     |
| 5                              | Michael Van Staeyen  | Rabobank Continental Team   | z.t.     |
| 6                              | Juan José Haedo      | Team CSC                    | z.t.     |
| 7                              | Daniel Musiol        | Team Volksbank              | z.t.     |
| 8                              | Jonas Aaen Jørgensen | Team GLS-Pakke Shop         | z.t.     |
| 9                              | Matej Stare          | Perutnina Ptuj              | z.t.     |
| 10                             | Christian Poos       | Differdange-Apiflo Vacances | z.t.     |

2006 · 2007 · 2008 · 2009 · 2010 · 2011 · 2012 · 2013 · 2014 · 2015 · 2016 · 2017 · 2018 · 2019 · 2020 · 2021 · 2022 · 2023 · 2024